# Andrew Cole
Andrew Alexander "Andy" Cole (Nottingham, Anglaterra, 15 d'octubre del 1971), és un exfutbolista anglès que ocupava la posició de davanter. Va ser internacional absolut per la selecció de futbol d'Anglaterra en 15 ocasions.

## Trajectòria
| Club                 | País       | Any       |
| -------------------- | ---------- | --------- |
| Arsenal FC           | Anglaterra | 1989-1991 |
| Fulham FC            | Anglaterra | 1991-1992 |
| Bristol City FC      | Anglaterra | 1992-1993 |
| Newcastle United     | Anglaterra | 1993-1995 |
| Manchester United FC | Anglaterra | 1995-2002 |
| Blackburn Rovers     | Anglaterra | 2002-2004 |
| Fulham FC            | Anglaterra | 2004-2005 |
| Manchester City      | Anglaterra | 2005-2006 |
| Portsmouth FC        | Anglaterra | 2006      |
| Birmingham City      | Anglaterra | 2007      |
| Sunderland AFC       | Anglaterra | 2007-2008 |
| Burnley FC           | Anglaterra | 2008      |
| Nottingham Forest    | Anglaterra | 2008-2009 |

## Entrenador
L'agost de 2009 és fitxat per l'entrenador del Milton Keynes Dons Paul Ince, per entrenar els davanter de l'equip. Una setmana més tard realitzà la mateixa tasca al Huddersfield Town.

## Palmarès
- 1 Copa d'Europa de futbol: 1999 (Manchester United)
- 1 Copa intercontinental de futbol: 1999 (Manchester United)
- 5 Premier League: 1995-96, 1996-97, 1998-99, 1999-00 i 2000-01 (Manchester United)
- 2 FA Cup: 1996 i 1999 (Manchester United)
- 2 Community Shield: 1996 i 1997 (Manchester United)
- 1 Copa de la Lliga anglesa de futbol: 2002 (Blackburn Rovers)